# Lettertype

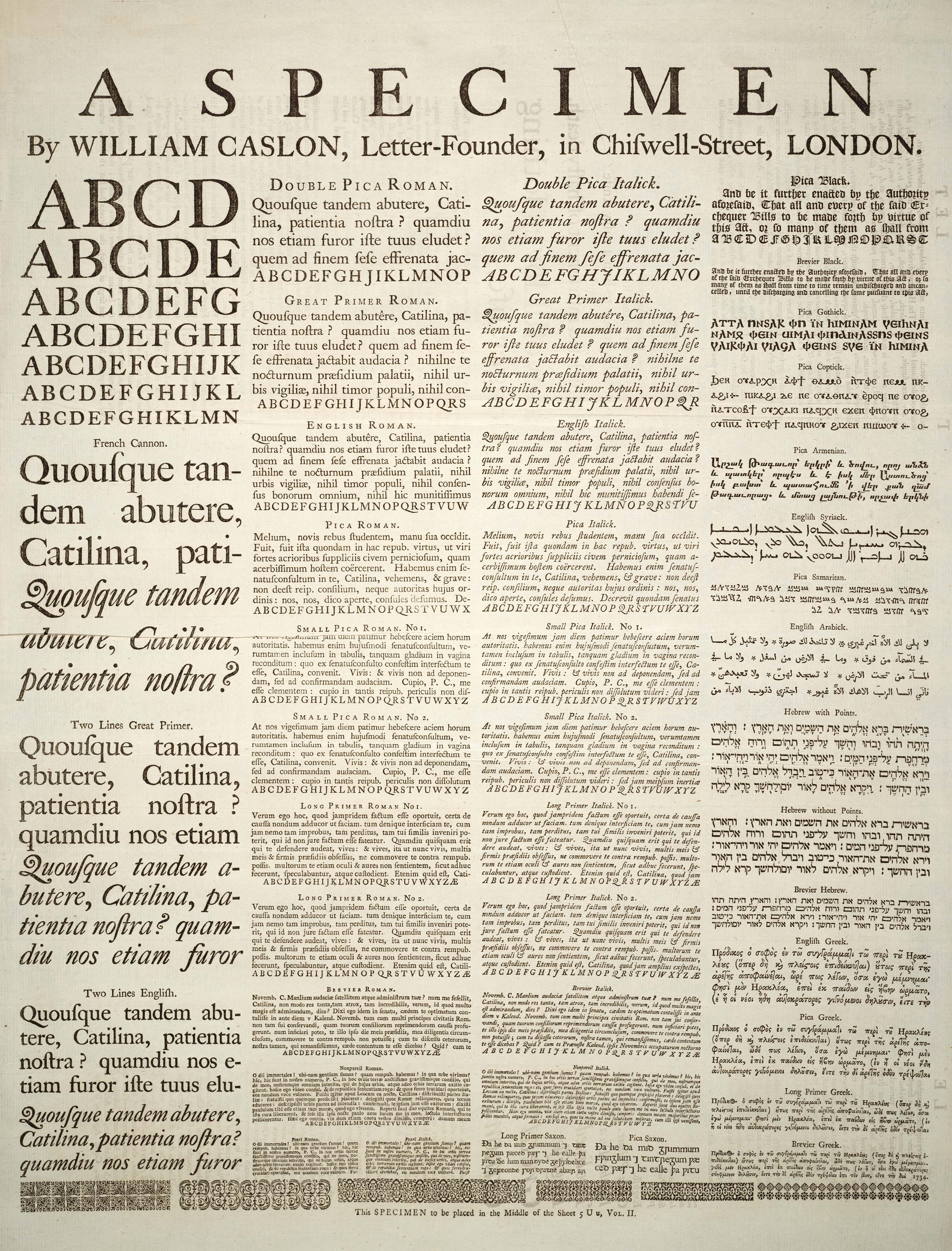
Specimen van een set fonts van letterontwerper William Caslon in Chambers' Cyclopaedia (1728)

Een lettertype, ook wel aangeduid met de Engelse term font, is in de typografie een stilistisch samenhangende set tekens bestaande uit letters, cijfers en leestekens. De set kan ook andere symbolen bevatten of geheel daaruit bestaan, zoals in het geval van wiskundetekens. Veel tekstverwerkers geven de gebruiker de mogelijkheid verschillende lettertypen te kiezen, zoals Times New Roman, Calibri, Helvetica, Arial en Courier. Lettertypen onderscheiden zich door verschillen in de letteranatomie.
Een lettertype is een verschijningsvorm van een letterfamilie (Engels: typeface). Het lettertype Times kan voorkomen in verschillende fonts, zoals 10 punts italic en 7 punts vet. Het woord font hangt samen met het Latijnse fundere en het Franse fondre voor gieten, smelten. Het verwijst naar de in lood, antimoon en tin gegoten zetletters.

## Algemeen
Er zijn verschillende systemen bedacht om de vele lettertypen in groepen in te delen. Een zo'n classificatiesysteem is de chronologische volgorde. Maar alleen al in de 20e eeuw zijn zoveel lettertypen ontworpen, dat dit systeem niet toereikend is. De tot nu toe meest gebruikte classificatie, de Vox-classificatie, schept enige orde, maar is niet geheel consequent. Ook de vereenvoudigde classificatie wordt vaak gebruikt.

### Vox-classificatie
De Vox-classificatie is ontworpen door de Franse typograaf Maximilien Vox.
Een groot voordeel van de Vox-classificatie is dat daarin kunstmatige termen gebruikt worden, die niet historisch belast zijn met andere typografische namen en betekenissen die gemakkelijk tot misverstanden kunnen leiden. Wel spelen die termen in op meer bekende typografische termen en namen, zodat de hoofdkenmerken van de letter toch duidelijk wordt weergegeven. Voordeel is ook dat de terminologie internationaal gebruikt kan worden.
De Vox-classificatie werkt op basis van de volgende indeling:

#### Humanen of Italiaanse schreefletters
De humanen ontstonden aan het eind van de 15e eeuw toen het humanisme hoogtij vierde. Venetië was destijds het belangrijkste centrum van drukkunst in Europa. Het beeld van deze letters is zonder veel nuance, met weinig onderscheid tussen dik en dun.
Voorbeeld (hoewel van veel later datum): Hollandse Mediæval (1912) van S.H. de Roos.

#### Garalden of Franse-renaissanceletters
De term garalden is een samentrekking van de namen Aldus Manutius (~1500) en Claude Garamond (~1540). Deze letters zijn slanker met meer vloeiende overgangen dan de letters die hieraan voorafgingen.
Voorbeelden: Garamond, Lectura

#### Realen of vroeg-classicistische letters (barok)
Realen ontstonden in het midden van de 18e eeuw. In die tijd regeerden de laatste absolute monarchen in Frankrijk. Het woord Realen is een samentrekking van reëel en royaal. De letters hebben een gelijkmatige dik-dun-verdeling, de basisvorm valt weinig op. De as van de letter staat verticaal; de overgang van de letter naar de schreven verloopt vloeiend, zonder veel welving.
Voorbeelden: Baskerville, Columbia

#### Didonen of classicistische letters
Het basistype van didonen stamt uit de tijd van vlak voor en enkele tientallen jaren na de Franse Revolutie. Belangrijke letterontwerpers uit die tijd zijn: Giambattista Bodoni in Italië en diverse leden van het Franse drukkers- en lettersnijders geslacht Didot. Hun letters zijn gekenmerkt door streng rechte verticalen, grote contrasten en zeer dunne en rechte schreven.
Voorbeeld: Bodoni

#### Linearen of schreeflozen
Linearen lijken met een liniaal en passer getekende letters.
Voorbeelden: Nobel, Gill Sans, Univers, Mercator

#### Inciezen of gestoken/gegraveerde/gehouwen letters
Deze letters zijn afgeleid van de letters die worden gebruikt door steenhouwers of graveurs. Deze letters vallen op door hun kracht, ingehouden rust en eenvoudige vormen. Ze lijken gemaakt voor de eeuwigheid. De schreven ontbreken vrijwel geheel, meestal is er alleen een kleine aanduiding van over. Incisen bevinden zich tussen schreefletters en schreefloze letters, de schreven zijn een soort verbreding van de stam.
Voorbeeld: Pascal, Albertus, Optima

#### Scripten of geschreven letters
Scripten of geschreven letters zijn een nabootsing van schrijfletters, van handschrift als de kalligrafie.
Voorbeelden: Rondo, Amazone, Exelcior, Reiner Script, Cholo

#### Manuaren of met de hand/penseel getekende letters
Manuaren vallen op door hun getekend karakter. Manus is Latijn voor hand. Voor lange teksten zijn deze letters niet erg geschikt, ze worden echter veel toegepast voor reclamedoeleinden.
Voorbeelden: Comic Sans, Studio, Flambard, Polka, Banco en de Libra van S.H. de Roos

#### Frakturen of gebroken (in de volksmond gotische) letters
Frakturen stammen af van de met de riet-pen geschreven letters waarin veel middeleeuwse manuscripten zijn geschreven. Deze letters werden gebruikt door Johannes Gutenberg voor zijn bijbel-uitgaven. Vooral in Duitsland waren deze letters lang in gebruik.
Voorbeeld: Oud Hollands

#### Exoten of niet-westerse letters
Exoten is een grote groep: Arabische, runen, Grieks, Javaans, Japans, Chinees, Koreaans, Thai, Sanskriet, Urdu, hiërogliefen.

### Vereenvoudigde classificatie
Een vereenvoudigde classificatie onderscheidt:
- Schreefletters (serif)
  - Renaissanceletters
  - Overgangletters
  - Monnikentypen
  - Classicistische letters
  - Egyptiennes
- Schreefloze letters (sans serif)
- Fantasieletters

## Lettertypen: ontwerp en uitgangspunten

### Breedte
Lettertypen worden ook onderscheiden in proportioneel en niet-proportioneel (monospace) lettertypen. Bij een proportioneel lettertype zijn niet alle letters even breed. Zo neemt de l minder ruimte in beslag dan de m. Bij een lettertype met vaste breedte nemen alle letters evenveel ruimte in.
Historisch gezien werden niet-proportionele lettertypen gebruikt op schrijfmachines. In de oertijd van de computer waren alleen deze lettertypen met vaste breedte beschikbaar voor de lay-out van teksten op de computer. Tegenwoordig wordt vooral met lettertypen met variabele breedte gewerkt, omdat dit rustiger leest. Voor een kolom met rechts uitgelijnde getallen is het echter vaak wenselijk dat de cijfers onderling even breed zijn, zodat (als het allemaal gehele getallen zijn of ze allemaal evenveel cijfers achter de komma hebben) cijfers voor de tientallen enz. recht onder elkaar komen, en de grootste getallen het verst naar links beginnen. Daarom zijn ook bij proportionele fonts de cijfers vaak wel onderling even breed.
Courier New is een lettertype met vaste breedte dat op veel systemen aanwezig is.

### Beeldgrootte

#### korps
Het korps is de grootte van de letter, en ook de minimale afstand van regels tekst onderling. In vroeger tijden was dat de hoogte van het letterstaafje. Deze wordt gemeten in typografische punten. Gebruikelijke korpsen zijn: 5, 6, 8, 9, 10, 12, 14, 16, 18, 20, 24, 36, 48, 60 en 72 punten.

#### Letterbeeld
Binnen een lettertype wordt onderscheid gemaakt tussen: kapitalen of hoofdletters en onderkast of kleine letters. Daarnaast bestaan er nog de kleine kapitalen die als tekst-letters werden gebruikt.
De onderkast- of kleine letters kunnen worden ingedeeld in
- stokletters: b, d, f, h, k, l
- staartletters: g, j, p, q, y
- rompletters: a, c, e, m, n, o, r, s, u, v, w, x, z
- overige letters: i, t

De verhouding tussen de lengte van de stokken, de lengte van de staarten en de x-hoogte is in hoge mate bepalend voor het uiterlijk van een letter.
De Times New Roman is bekend vanwege de vrij korte staartletters. Er moest zo veel mogelijk tekst op de krantenpagina. Door de staartletters kort te maken, kon de regelafstand worden verkleind, terwijl toch het letterbeeld vrij groot bleef. Dat wordt voor een groot deel bepaald door de x-hoogte.
De Monotype Corporation in Engeland was bovendien zeer wel in staat om verlengde staartletters te leveren. Een tekst gegoten met dergelijke matrijzen levert een pagina die heel anders van kleur is , een term die onder drukkers gebruikt wordt om het uiterlijk van een tekstpagina met een bepaalde letter te karakteriseren.
Een andere letter die juist opvalt door zijn lange stokletters is de Egmont, getekend door S.H. de Roos, een Nederlands letterontwerper in de 20e eeuw (1877-1962).
De stokletters zijn belangrijker voor de herkenbaarheid en de leesbaarheid van het letterontwerp, vergeleken met de staartletters. Het volgende experiment maakt dat snel duidelijk:
1. Dek de regel voor de helft af, zodat de halve x-hoogte aan de onderzijde is afgedekt.
2. nu is de betekenis van de woorden gemakkelijk te achterhalen
3. doe hetzelfde, maar dek nu de bovenkant van de regel af:
4. probeer nu de regel nog eens te lezen

Als de bovenzijde van de letter is afgedekt, is het bijzonder moeilijk de regel nog te lezen, eigenlijk kan er slechts naar worden geraden.

#### Beeldvorm
romeinde gewone rechtopstaande letter
cursiefschuinstaande letters, soms is het handgeschreven karakter erg duidelijk, vaker niet. Daarbij kan ook de scheefstand van de letter in het letterbeeld van grote invloed zijn:
Van de letter Bembo, uitgebracht door Monotype-Engeland, bestaan twee cursieven. Serie 270 omvat een romein en een cursief, die vrij schuin staat. Daarnaast is er een alternatieve cursief, die bijna rechtop staat: series 294
breedde normale lettervorm uitgerekt in de breedte
smalde normale lettervorm versmald
verlengdde letter is nu uitgerekt in de hoogte

#### Beeld: dikte / gewicht
een letter kan mager zijn, normaal, boek, half-vet, driekwart vet, vet of ultra-vet, op die manier wordt een letterfamilie gevormd.

### Schreef
De schreef is het dwarsstreepje aan de uiteinden van de rechte en soms ook ronde vormen (bolschreef) van de letter.

### Schreefloos
Letters uit deze familie hebben aan de uiteinden geen dwarsstrepen: schreefloos.

### Egyptiennes
Bij deze letters zijn de schreven even dik als de delen van de letters - of soms zelfs dikker. De delen zijn recht en overal vrijwel even dik. Deze letters kwamen in zwang in de tijd van de veldtocht van Napoleon Bonaparte in Egypte. De chocoladeletters op het Sinterklaasfeest behoren tot deze groep.

### Kleinkapitalen
Sommige lettertypen bestaan geheel uit kleinkapitalen. Deze worden voornamelijk gebruikt voor briefhoofden, familiedrukwerk en naamkaartjes.
Voorbeelden: Visite en Juno.

### Ergonomie

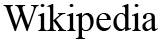
Het lettertype Times New Roman

Een proportioneel lettertype (boven, niet alle tekens zijn even breed) en een niet-proportioneel lettertype (onder, met gelijke tekenbreedte)

Lettertypen als Times New Roman, Arial en Helvetica zijn populair, omdat ze makkelijk leesbaar zijn vanaf papier. Deze lettertypen zijn echter niet ontworpen voor een computerscherm. Vandaar dat Microsoft speciaal twee lettertypen heeft laten ontwerpen door Monotype die ergonomisch geschikt zijn om van een beeldscherm gelezen te worden. Dit zijn Verdana (schreefloos) en Georgia (geschreefd).
Het gebruik van veel verschillende lettertypen door elkaar werkt storend. Om dezelfde reden is het af te raden om grote delen van een tekst vet of cursief weer te geven. Wel kan het verhelderend zijn om speciale stukken tekst, zoals citaten of voorbeelden, consequent een ander lettertype te geven. Dit dient echter met mate te worden toegepast.
In drukwerk, zoals in kranten, worden voor de koppen soms andere lettertypen gebruikt dan in de lopende tekst.
Er zijn speciale lettertypen voor bepaalde toepassingen, zoals voor telefoonboeken, vertrekstaten of voor landkaarten. Voor stripboeken worden speciale individuele fonts ontworpen naar het handschrift van de tekenaar of diens tekenstijl.

### Typestyle,typefacesenfonts
De correcte Engelse vertaling voor lettertype is typestyle of typeface family. Onder invloed van de personal computers wordt dit echter steeds vaker font genoemd. Officieel is dit echter incorrect en is een font een combinatie van grootte en typeface. Een typeface is een normale, cursieve of vette variant van een lettertype.
Bijvoorbeeld: Times New Roman is een typestyle, Times New Roman Italic is een typeface en Times New Roman Italic 9pt is een font.
In het Nederlands is dit onderscheid minder duidelijk en wordt alles lettertype genoemd. Nederland heeft een rijke traditie in het ontwikkelen van lettertypen. Letterontwerpen wordt aan de Haagse Koninklijke Academie van Beeldende Kunsten als vak onderwezen.

### Verdere talen
Veel computers hebben een beperkt aantal lettertypen waardoor ze talen als het Khmer, Thai, Georgisch, Russisch of het Cherokee niet kunnen afbeelden. Het vinden van geschikte lettertypen is vaak een tijdrovende bezigheid. Het Alphabetum is een font dat veel oude geschriften als runen en sanskriet ondersteunt. Het Titus tracht alle Unicode glyphs in een font te verenigen.

## Letterontwerpers
Enkele historische en moderne ontwerpers van lettertypen:
- John Baskerville
- Morris Fuller Benton
- Frank E. Blokland
- Giambattista Bodoni
- William Caslon
- Firmin Didot
- Bram de Does
- Adrian Frutiger
- Claude Garamond
- Eric Gill
- Frederic W. Goudy
- Francesco Griffo
- Luc(as) de Groot
- Sem Hartz
- Nicolas Jenson
- Manfred Klein
- Jan van Krimpen
- Martin Majoor
- S.H. de Roos
- Jacques Sabon
- Fred Smeijers
- Gerard Unger
- Peter Verheul
- Hermann Zapf